# Microsoft MapPoint
Microsoft Mappoint est un logiciel de la Suite Microsoft Office. Il permet à ses utilisateurs de voir, éditer et intégrer des cartes géographiques. Il comprend les mêmes données géographiques que le logiciel Microsoft Autoroute auquel il ajoute des fonctionnalités professionnelles.
L'équivalent internet de MapPoint s'appelle Virtual Earth et est accessible pour les programmeurs par l'utilisation de MapPoint Web Service (MWS).

## Information
Mappoint possède de nombreuses informations provenant d'organismes externes :
- IGN: Géoroute IGN France & BD Carto IGN France
- Pages Jaunes
- Insee : statistiques de population par différents critères socio-économiques
- NAVTEQ : carte administrative, postale

## Fonctionnalités
- Calcul d'itinéraires
- Colorisation des cartes
- Localisations par des points
- Représentation statistique des données
- Sélection des points délimités par une zone fermée pour un export vers Excel
- Créer une icône dans Outlook pour localiser rapidement ce que l'on veut

## Moteur de géocodage
- Celui-ci permet d'obtenir, à partir d'une adresse formatée, une localisation GPS.
- Ce moteur de géocodage est utilisable dans Manifold et l'exhaustivité des réponses dépendent de la mise à jour des cartes utilisées dans la version de MapPoint.